# Microstylum dispar
Microstylum dispar là một loài ruồi trong họ Asilidae. Microstylum dispar được Loew miêu tả năm 1858. Loài này phân bố ở vùng nhiệt đới châu Phi.